# 西卡拉耶普拉姆
西卡拉耶普拉姆（Sikkarayapuram），是印度泰米尔纳德邦Kancheepuram县的一个城镇。总人口5807（2001年）。

## 人口
该地2001年总人口5807人，其中男性3065人，女性2742人；0—6岁人口851人，其中男443人，女408人；识字率55.12%，其中男性为61.89%，女性为47.56%。